# Firebreather (película)
Firebreather es una película animada en CGI para televisión, basada en el cómic del mismo nombre publicado por Image Comics, esta se estrenó el 24 de noviembre de 2010 en Cartoon Network. La película fue dirigida por Peter Chung con el guion de Jim Krieg basado en la historia escrita por Phil Hester and Andy Kuhn, y protagonizada por Jesse Head y Dana Delany.

## Sinopsis
La película cuenta la historia de Duncan Rosenblatt, hijo de la humana Margaret Rosenblatt y de Belloc, el rey de los Kaiju, una raza ancestral de monstruos que muchos humanos consideran solo un mito. Mientras que Duncan quiere ser y comportarse más como un humano ya que este tiene características de Kaiju en su cuerpo, su padre quiere que sea más fuerte para sucederle a él en el trono de los Kaiju, mientras que una organización liderada por su profesor de deportes, Blitz, conocida como M.E.G.T.A.F. intenta cazar a estos monstruos.

## Reparto
- Jesse Head como Duncan Rosenblatt.
- Dana Delany como Margaret Rosenblatt.
- Kevin Michael Richardson como Belloc.
- Amy Davidson como Jenna Shwartzendruber.
- Tia Texada como Isabel Vasques.
- Dante Basco como Kenneth "Kenny" Rogers.
- Reed Diamond como "Blitz" Barnes.
- Josh Keaton como Troy Adams.[1]
- Grey Delisle como la Sra. Julia Dreakford
- Billy Evans como Steve.
- Jameson Moss como Big Rob.
- Nicole Sullivan como la Dra. Alexandrine Pytel.
- Tom Tartamella como Whitey.
- Gary Anthony Williams como el Director Dave y el Papá de Troy.

## Home media
La película fue lanzada en DVD y en Blu-ray el 22 de marzo de 2011. El contenido especial incluye una prueba de animación en 2-D, escenas  eliminadas, animatics, y un featurette de desarrollo visual.